# John Herbert Turner

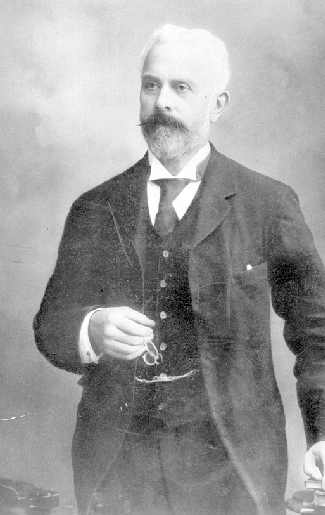
John Herbert Turner

John Herbert Turner (* 7. Mai 1834 in Claydon, Suffolk; † 9. Dezember 1923 in Richmond upon Thames, Middlesex) war ein kanadischer Politiker und Unternehmer. Vom 4. März 1895 bis zum 15. August 1898 war er Premierminister der Provinz British Columbia. Zuvor war er Bürgermeister von Victoria und Finanzminister gewesen.

## Biografie
Turner wanderte 1856 nach Kanada aus. Er lebte zunächst in Halifax und zog 1858 nach Charlottetown, wo er als Händler tätig war. 1862 erfuhr er vom Cariboo-Goldrausch und beschloss, nach British Columbia zu ziehen. Ursprünglich hatte er vor, nach Gold zu schürfen, doch dann eröffnete er kurz nach seiner Ankunft in Victoria einen Laden. 1864 war er Mitbegründer des Unternehmens Turner, Beeton and Company, das erfolgreich in den Bereichen Fischverarbeitung, Versicherungen, Finanzen, Import und Großhandel tätig war. 1868 trat er den Freimaurern bei.
Ab 1876 war Turner im Stadtrat von Victoria vertreten, von 1879 bis 1881 war er Bürgermeister der Provinzhauptstadt. Im Juli 1886 wurde er als Abgeordneter des Wahlkreises Victoria in die Legislativversammlung von British Columbia gewählt (damals gab es noch keine Parteien). Von 1887 bis 1895 war Turner Finanzminister in den Kabinetten von A. E. B. Davie, John Robson und Theodore Davie. Nach Theodore Davies Wahl in den Obersten Gerichtshof der Provinz beauftragte Vizegouverneur Edgar Dewdney Turner am 4. März 1895 mit der Bildung einer neuen Regierung.
Als Premierminister musste Turner heftige Kritik einstecken, da während seiner Amtszeit als Finanzminister das Budgetdefizit um ein Vielfaches angestiegen und weiterhin keine Änderung absehbar war. Im Dezember 1897 bezeichnete die Zeitung Victoria Province Turner und einen seiner Minister als „politische Huren“, da sie hochriskante Spekulationen in Dawson City getätigt hatten. Turner verklagte die Zeitung auf Ehrverletzung, verlor jedoch den Prozess im Februar 1898, was die Glaubwürdigkeit seiner Regierung massiv beschädigte.
Die Wahlen im Juli 1898 endeten mit einem Patt. Turner verweigerte zunächst seinen Rücktritt, gab aber schließlich am 15. August dem Druck von Vizegouverneur Thomas Robert McInnes nach. Bis Juni 1900 war er Oppositionsführer, danach bis September 1901 Finanzminister unter James Dunsmuir. Anschließend zog Turner nach London und war dort bis 1915 sowie 1917/18 offizieller Vertreter der Provinz.